# Léon Fatous
Léon Fatous (n. 11 februarie 1926, Dainville, communauté urbaine d'Arras⁠(d), Franța – d. 24 septembrie 2023, Arras, communauté urbaine d'Arras⁠(d), Franța) a fost un politician francez care a activat ca deputat în Parlamentul European și senator. A murit la 24 septembrie 2023, la vârsta de 97 de ani.